# Ангелы Чарли: Только вперёд
«А́нгелы Ча́рли: То́лько вперёд» (англ. Charlie’s Angels: Full Throttle) — продолжение фильма «Ангелы Чарли» 2000 года, снятое режиссёром Макджи.

## Сюжет
После спасения Маршала США Рея Картера в Монголии Ангелы Натали Кук, Дилан Сандерс и Алекс Мандэй отправляются на поиск титановых колец, похищенных из Департамента юстиции США, на которые записаны новые имена и адреса людей, попавших под действие программы защиты свидетелей. Среди убитых министр юстиции Уильям Роуз Бейли и защищённый свидетель Алан Колфилд. В доме Колфилда в Сан-Бернардино Ангелы выслеживают на пляже убийцу Рэнди Эммерса и встречаются с бывшим Ангелом Мэдисон Ли. Во время Угольной гонки на мотоциклах Эммерс целится в свидетеля Макса Петрони, но его убивает Энтони по прозвищу Тощий. В кармане Эммерса Ангелы обнаруживают фотографии Колфилда, Макса и Дилан под именем Хелен Заас.
Дилан рассказывает, что стала защищённой свидетельницей после ареста её бывшего бойфренда, лидера ирландской мафии Шеймуса О’Грейди. С тех пор он был нацелен на тех, кто обидел его, включая Дилан и Макса, родителей которого убил О’Грейди. Для его защиты Макс отправляется в дом к матери Босли, в то время как Ангелы узнают о прошлом Тощего от настоятельницы монастыря. Они выслеживают людей О’Грейди в порту Сан-Педро, и им удаётся заполучить титановые кольца. О’Грейди угрожает Дилан убийством всех, кого она любит. Позже на встрече выпускников Натали встречается с Питом Комиским, в то время как Алекс возвращается домой и встречает своего бойфренда Джейсона Гиббонса, который рассказывает её отцу о подвигах Ангелов. Дилан покидает их и отправляется в Мексику, чтобы не подставлять подруг под удар, но вскоре возвращается после того, как видит призрак бывшего Ангела Келли Гарретт.
Тем временем Натали и Алекс понимают, что Картер замешан в истории с похищением колец. Они следят за ним, и видят, как Картера убивает Мэдисон. Она стреляет и в Ангелов, но их спасает бронежилет. Мэдисон собирается продать кольца и устраивает встречу с главами трёх преступных группировок во главе с Антониони, Якудзой Танакой и картелем Диабло. В Голливудской «Аллее славы» их арестовывает агенты ФБР, которых вызвали «ангелы». Ангелы сталкиваются с Мэдисон и О’Грейди. О’Грейди убивает Тощего, Дилан — О’Грейди, сбросив их тела вниз. В заброшенном театре Лос-Анджелеса Ангелы борются с Мэдисон и сталкивают её в провал под сценой, наполнившийся газом от сломанных труб, где она погибает от взрыва.
Присутствуя на премьере фильма, Ангелы узнают, что мать Босли берёт под опеку Макса. Пит объявляет о помолвке с Натали, купив для них щенка по имени Спайк, в то время как Алекс заканчивает «тайм-аут» с Джейсоном. Фильм заканчивается празднованием победы Ангелов вместе с Босли.

## В ролях
| Актёр           | Роль              |
| --------------- | ----------------- |
| Камерон Диас    | Натали Кук        |
| Дрю Бэрримор    | Дилан Сандерс     |
| Люси Лью        | Алекс Мандэй      |
| Берни Мак       | Билли Босли       |
| Шайа Лабаф      | Макс Петрони      |
| Мэтт Леблан     | Джейсон Гиббонс   |
| Люк Уилсон      | Пит Комиский      |
| Джон Форсайт    | Чарли (голос)     |
| Деми Мур        | Мэдисон Ли        |
| Криспин Гловер  | Тощий (Энтони)    |
| Родриго Санторо | Рэнди Эммерс      |
| Джастин Теру    | Шеймус О'Грейди   |
| Джон Клиз       | мистер Мандэй     |
| Брюс Уиллис     | Уильям Роуз Бейли |
| Роберт Патрик   | Рэй Картер        |
| Крис Понтиус    | ирландец          |
| Жаклин Смит     | камео             |
| Мэри-Кейт Олсен | камео             |
| Эшли Олсен      | камео             |

## Саундтрек

### Официальный саундтрек
1. Pink feat. William Orbit — «Feel Good Time»
2. Nickelback & Kid Rock — «Saturday Night’s Alright (For Fighting)»
3. David Bowie — «Rebel Rebel»
4. Electric Six — «Danger! High Voltage»
5. Bon Jovi — «Livin' On A Prayer»
6. Journey — «Any Way You Want It»
7. The Beach Boys — «Surfer Girl»
8. Loverboy — «Working For The Weekend»
9. Edwyn Collins — «A Girl Like You»
10. Nas feat. Pharrell — «Nas Angels… The Flyest»
11. Andy Gibb — «I Just Wanna Be Your Everything»
12. Natalie Cole — «This Will Be (An Everlasting Love)»
13. MC Hammer — «U Can’t Touch This»
14. Donna Summer — «Last Dance»

### Также звучали
- «Who Are You» — The Who
- «Firestarter» — The Prodigy
- «Breathe» — The Prodigy
- «Block Rockin' Beats» — The Chemical Brothers
- «Misirlou» — Dick Dale & The Deltones
- «Wild Thing» — Tone Loc
- «Nuthin' But A 'G' Thang» — Dr. Dre
- «Flashdance… What A Feeling» — Irene Cara
- «The Pink Panther» — Hollywood Studio Orchestra
- «Sleep Now in the Fire» — Rage Against the Machine
- «Mickey» — Toni Basil
- «Through The Eyes Of Love» — Melissa Manchester
- «Looks That Kill» — Mötley Crüe
- «Charlie’s Angels 2000» — Apollo 440
- «Centerfold» — J. Geils Band
- «Thunder Kiss '65» — Rob Zombie
- «Acetone» — The Crystal Method
- «Sleep Walk» — Santo & Johnny
- «Planet Claire» — B-52’s
- «Scene D’Amour» / «The Nightmare» — The City of Prague Philharmonic Orchestra
- «Raindrops Keep Fallin' On My Head» — B. J. Thomas